# Château de Ponteau
RI.
Le château de Ponteau est un château en ruines, situé au sud de Martigues dans le département des Bouches-du-Rhône.

## Historique
L'histoire du site remonte à l'antiquité: on y a retrouvé les vestiges d'un temple romain du Ier siècle (des éléments de ce temple sont conservés au jardin Lapidaire) ainsi que les fondations d'une villa gallo-romaine, et une source creusée dans la roche. L'origine du château proprement dit remonte au début du XIVe siècle. Jusqu'au XVIIIe siècle le château et la bastide appartenait à l'abbaye de Montmajour. 
Les restes d'un temple se trouvant sur le terrain ont été inscrits au titre des monuments historiques par arrêté du 5 février 1937.

## Description
Du château qui surplombe les ruines du temple, ne subsistent que les murs. Le site est fermé au public.

## Chantier de fouilles
Le site néolithique a fait l'objet d'un chantier de fouille archéologique par le laboratoire Lampea (Laboratoire Méditerranéen de Préhistoire Europe Afrique) du CNRS. Des vestiges de silex, d'outils en os et en pierre polie ont été découverts.